# Рабва
Рабва (урду ربوہ‎) официальное название Чинаб-Нагар (урду چناب نگر‎) — город в провинции Пенджаб, Пакистан, расположенный на берегу реки Чинаб недалеко от исторического города Чиниот. Город Рабва был штаб-квартирой Aхмадийской мусульманской общины с 20 сентября 1948 г., то есть с того времени, когда община переехала из Кадиана, Индия, в Пакистан. После раздела Индии в 1947 году подавляющее большинство её жителей, принадлежащих к Ахмадийской мусульманской общине, эмигрировали в Пакистан и начали новую жизнь в Рабве. Ахмадийская мусульманская община выкупила эту землю у государства в лизинг и построила на ней город Рабва, который стал штаб-квартирой Ахмадийской мусульманской общины.

## История

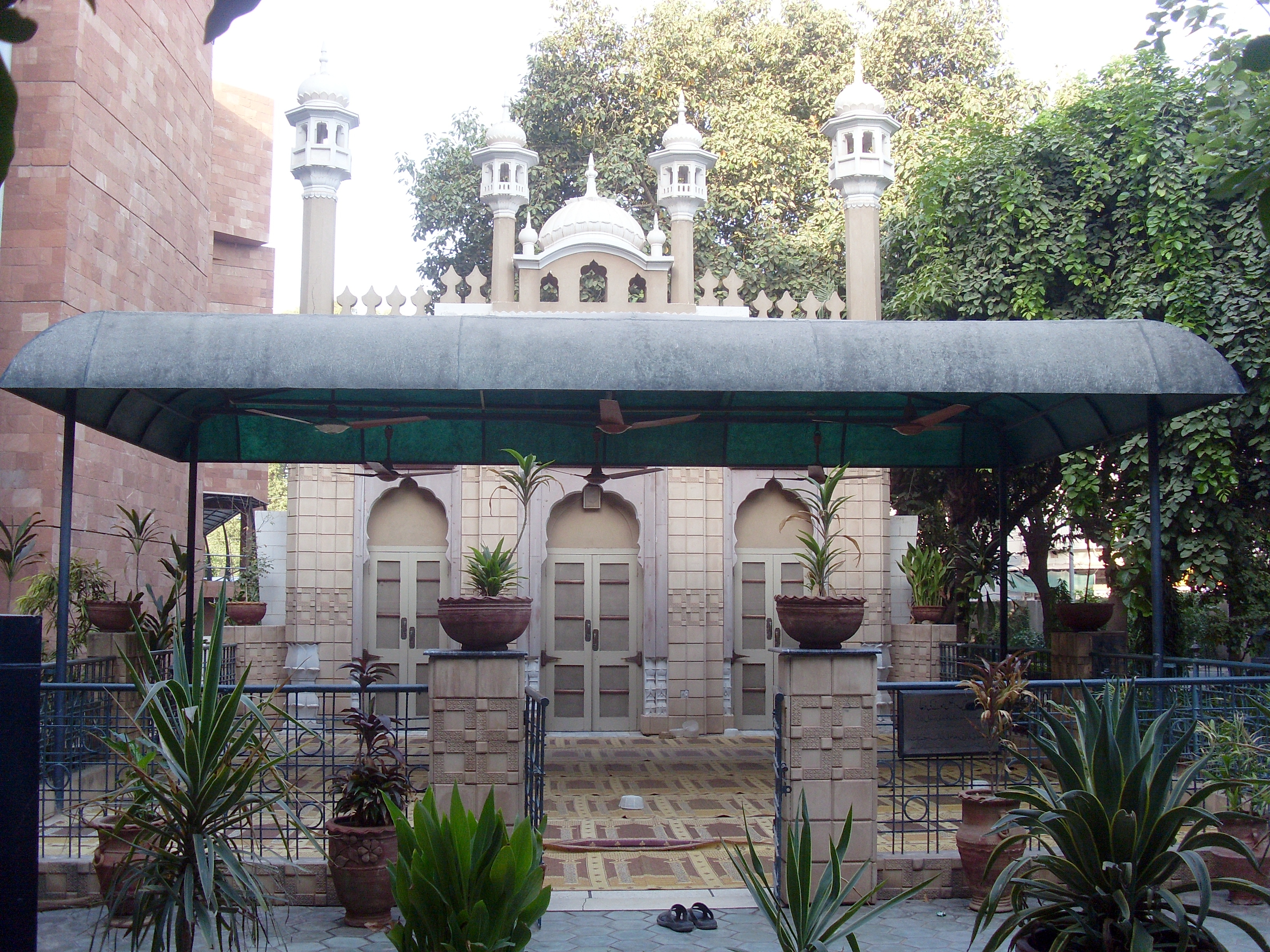
Мечеть «Ядгар», первая мечеть в Рабве. Существует много других мечетей, которые были построены мусульманами — ахмади в Рабве до этой мечети. Тем не менее, закон в Пакистане не позволяет называть их мечетями.

С исторической точки зрения, эта та земля, откуда Мухаммад бин Касим, после завоевания провинции Синд и Мултан, пересёк реку Ченаб и направился в Кашмир. Здесь арабы воевали против индуистского Раджи Чандрода (вероятно, в древности, люди называли его Чиниот) и покорили его. Более 100 арабских воинов погибли в этом бою. «Кладбище мучеников» существует в Чиниоте, по сей день.
До создания Рабвы её площадь была бесплодна. Она была известна как «Чак Дигиан». Земля была куплена Aхмадийской мусульманской общиной после эмиграции большинства её членов из Кадиана в другие части индийского Пенджаба, которые перешли к Пакистану после провозглашения его независимости.
1034 акров земли были первоначально переданы в лизинг от правительства Пакистана. Протокол о передаче земли был утверждён 11 июня 1948 года. Тогдашний лидер Ахмадийской мусульманской общины, Хазрат Мирза Баширудин Махмуд Ахмад назвал этот город Рабва. Рабва — арабское слово (оно также встречается в Коране), обозначает «возвышенное место». Формальное открытие поселения состоялось 20 сентября 1948 году после молитв и жертвоприношений пяти коз в углах и в центре участка земли. В этой церемонии приняли участие 619 человек. На том месте, где Хазрат Мирза Башируддин Махмуд Ахмад провёл первую молитву, была построена первая мечеть в Рабве, которая была названа «Ядгар» (буквально мемориал). Первые поселения жили в шатрах, которые затем были заменены зданиями, построенными из глины. Мечеть «Мубарак» является первым зданием, которое было возведено с использованием цемента. Второй Халиф Ахмадийской мусульманской общины, Хазрат Мирза Башируддин Махмуд Ахмад переехал в Рабву 19 сентября 1949 года. К тому времени население Рабвы выросло до 1000 человек. Первая «Джальса Салана» (Ежегодный съезд) в Рабве состоялась с 15 по 17 апреля 1949 года. 17 000 человек посетили этот Ежегодный съезд. Электричество в городе было установлено в 1954 году.

### Смена названия
17 ноября 1998 года, ассамблея провинции Пенджаб приняла резолюцию об изменении названия Рабва. 12 декабря, правительство Пенджаба вынесла уведомление с немедленным вступлением в силу о переименовании города Рабва в Наван Кадиан.
14 февраля 1999 года, было вынесено ещё одно уведомление отменяющее предыдущее уведомление. Согласно этому уведомлению Наван-Кадиан был переименован в Ченаб-Нагар(имеется в виду город Ченаб). Другие члены ассамблеи Пенджаба считали, что Рабву следовало переименовать имена Чак Дагиан, Мустафа Абад, Сиддикабад и т. д. Решение ассамблеи Пенджаба об изменении названия Рабва было принято единогласно в конце рабочего дня. Тем не менее, на заседании ассамблеи вместо 275 человек, присутствовало только 67 человек. Название было изменено без консультаций с местным населением. Комитет по гражданским правам (в Рабве) назвал это решение антиконституционным, неэтичным, жестоким, и вынесенным вопреки всем нормам цивилизованного общества. Это решение было принято на основе нетерпимости, узости мышления и фанатизма.

## Демография
Город имеет население 70 000 человек, из которых 97 % принадлежат к Ахмадийской мусульманской общине. Остальные 3 процента населения состоят из христиан и других мусульман. Город переживает массовую миграцию мусульман — ахмади, спасающихся от преследований. Он имеет очень разнообразный этнический состав населения. Большая часть населения говорит на языке урду и панджаби. Большинство студентов, проживающих в этом городе, владеет английским языком.

### Жизнь жителей Рабвы
Мусульмане — ахмади, проживающие в этом городе, зачастую сталкиваются со многим трудностями из-за постановления № XX. Жители города из числа мусульман — ахмади лишены права на мирные религиозные собрания с 1983 года. В 1989 году полиция Пенджаба возбуждала уголовные дела против всего населения города за надписи текстов Корана на могилах и зданиях.

## География

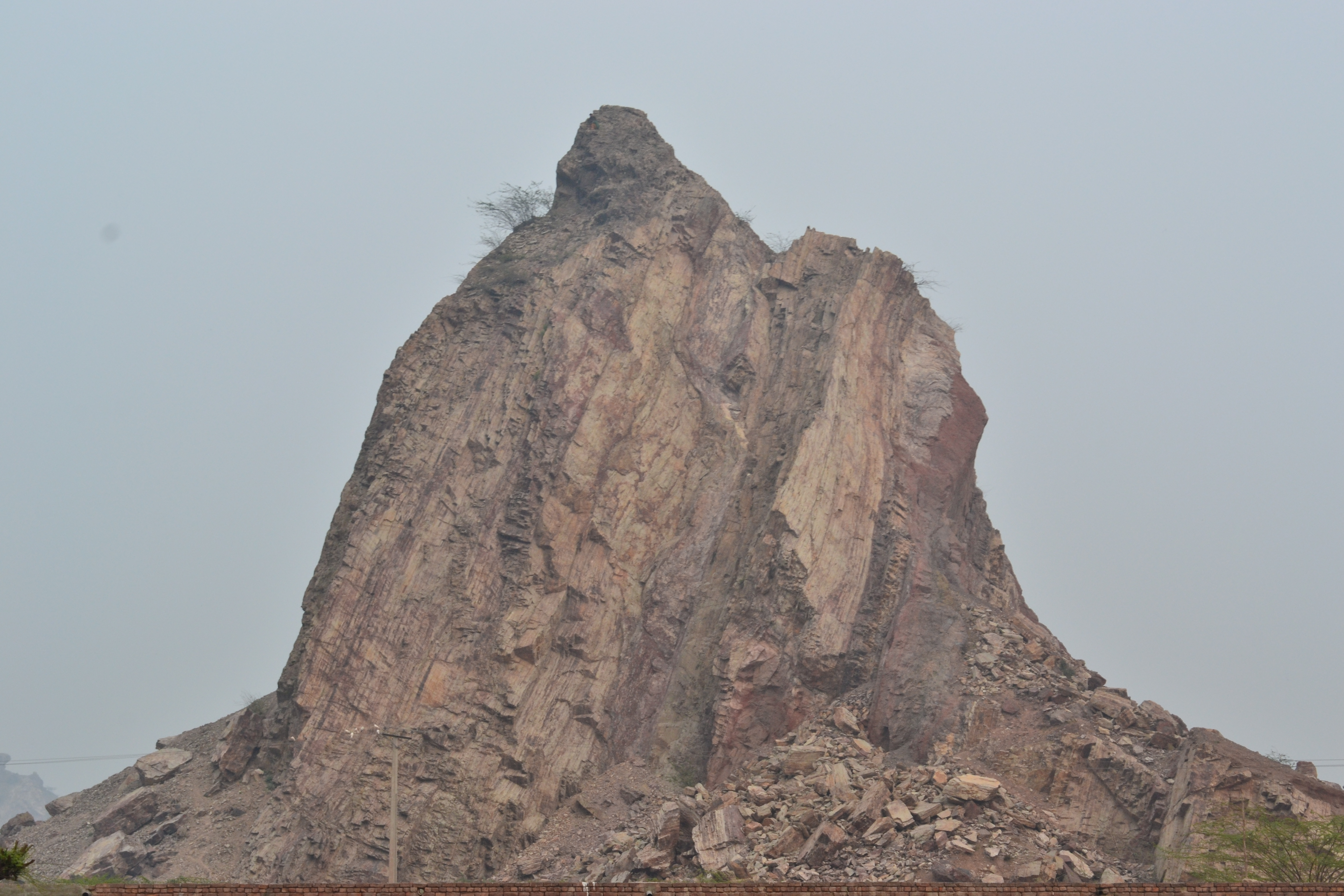
Холм Чинаб между Рабвой и рекой Ченаб.

Рабва занимает площадь около 24 км (29,3 квадратных миль), и находится, примерно на полпути между Файсалабадом и Саргодой. Река Чинаб окружает город с его восточной и южной сторон. Эта местность находится выше, чем окружающие её равнины, из-за сухих холмов, которые усеивают пейзаж (Рабва — возвышенное место) и обеспечивают естественный барьер против наводнений. Эти холмы являются частью небольшого хребта Киран, который простирается от Саргоды до Джанга. Эти холмы также известны как «Черные горы». Эта местность была когда-то сухой и бесплодной. Более чем за пятьдесят лет активного насаждения она превратилась в пышный зелёный город.
Согласно климатической классификации «Kёппен» Рабва испытывает засушливый климат (BWH). Поскольку местность находится в умеренной области на северо-западе субконтинента, она разделяет погоду субконтинента. Рабва отличается жарким летом и холодной зимой. Летний сезон с апреля по октябрь, иногда с мая, считается самым жарким месяцем. В это время температура регулярно достигает 40 °C. Расположенная в центре сухих равнин, она часто подвергается пыльным бурям в летнее время. Лето также приносит индийский муссон, который увеличивает количество осадков в июне и июле выше 80 мм. Зимний сезон длится с ноября по февраль. Январь считается самым холодным месяцем, в котором температура может падать до точки замерзания. Зимой эта местность покрывается туманом, который уменьшает видимость до опасно низких уровней.

### Окрестности
Изначально город был разделён на следующие районы (Махали)
- Даруль Садар (Центральный дом)
- Даруль Рахмат (Дом Милосердия)
- Даруль Футух (Дом победы)
- Даруль Баракат (Дом благословения)
- Даруль Улум (Дом обучения)
- Даруль Насар (Дом Божьей помощи)
- Даруль Шукр (Дом благодарности)
- Даруль Йяман (Дом справа)
- Бабуль Абваб (Дом открытых дверей)

Позже, когда город расширился, эти районы были разделены на подразделения. Кроме того, были застроены многие новые районы города, такие как заводская площадь, Тахир Абад, Насир Абад, колония Рахман, мусульманская колония, Байтуль хамд и т. д.

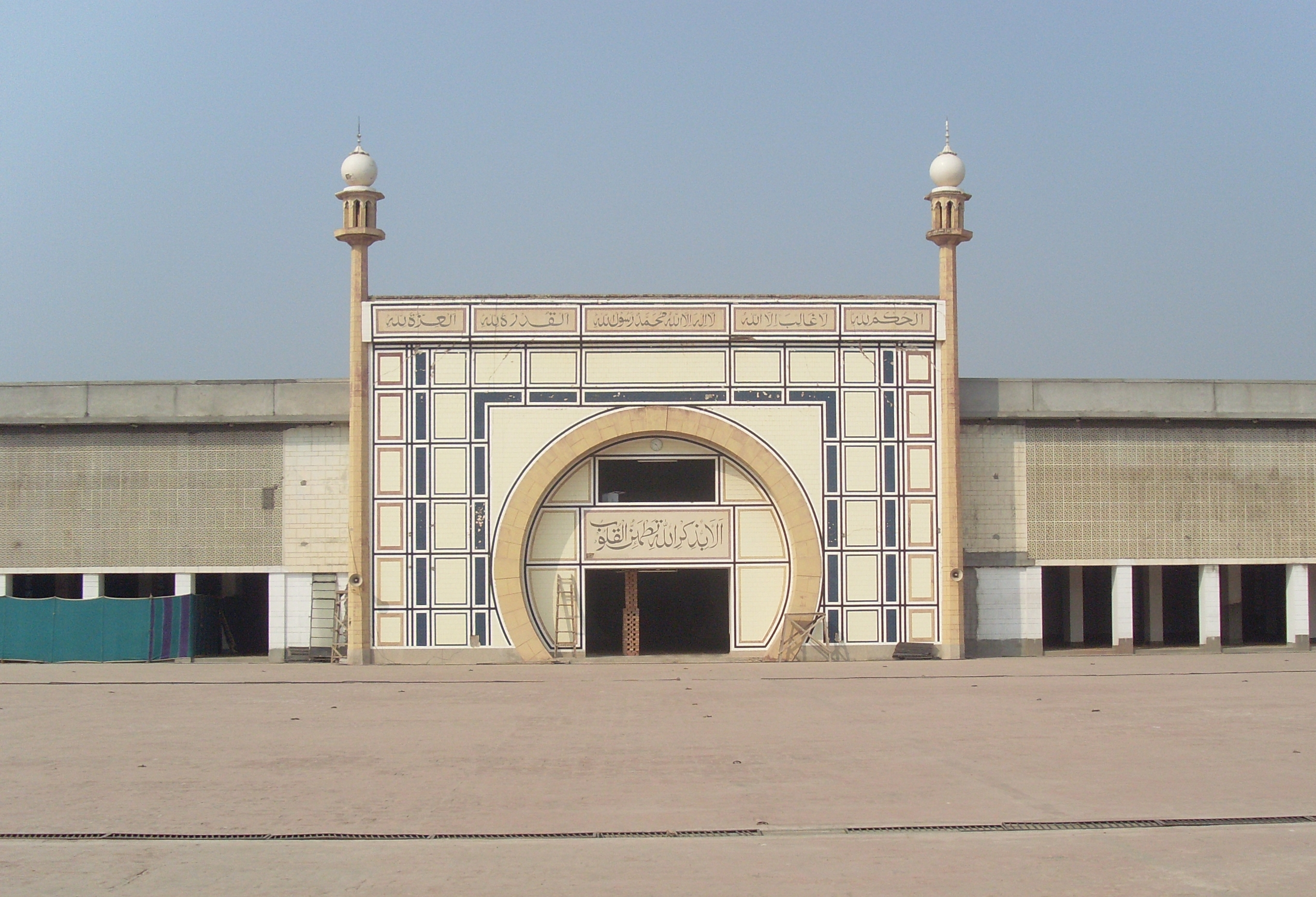
Масджид-э-Акса Рабва, Пакистан

## Известные места

### Масджид-э-Акса
Масджид-э-Акса или мечеть Рабвах (Пакистан) является крупнейшим местом поклонения Ахмадийской мусульманской общины в Пакистане. Её первый камень был заложен в фундамент в 1966 году и открытие здания состоялось 31 марта 1972 года. Она является главной мечетью Ахмадийской мусульманской общины в городе Рабва. Эта мечеть может вместить в себя более 18 500 молящихся.

### Спорт и отдых
Многие районы Рабвы имеют свои собственные игровые площадки для детей. Популярными видами спорта считаются крикет, футбол и бадминтон. В городе есть также баскетбольная команда и команда гребцов. Существует также бассейн олимпийского стандарта, благоустроенный теннисный корт, и площадка для игры в сквош.
В Рабве также имеется небольшой парк под названием Байтуль хамд. Кроме того, вдоль реки расположены многие фермы. Эти места считаются подходящими для проведения пикников.

### Коммерческие места
Гол Базар (на английском языке, «Круглый рынок») — это полукруг в форме рынка, в котором находится большинство банковских отделений города Рабва, включая УБЛ банк, МСБ банк, Фейсал банк и т. д.
Масрур Плаза является коммерческой площадью, которая расположена в самом центре города.

## Транспорт
Преобладающим видом транспорта в Рабве является велосипед, он дополняется мотоциклами и мотоциклами — рикши. Автобусы из города Рабва курсируют в Исламабад, Лахор, Файсалабад, Карачи и другие крупные города Пакистана. Рядом с Рабвой проходит автомагистраль «Национал хигвей». Ближайшие аэропорты находятся в Фейсалабаде (в 48 километров (30 миль)) и Саргоде (в 59 километров (37 миль)).

## Образование
Население Рабвы имеет высокий уровень грамотности. Почти сто процентов населения оканчивает среднюю школу. Это находит отражение в многочисленных достижениях студентов из Рабвы. В городе имеются многочисленные правительственные, частные начальные и средние школы, а также колледжи.

### Колледж и школа «Таалимуль Ислам»
Колледж и школа «Таалимуль Ислам», первоначально, в 1898 году, были основаны Ахмадийским сообществом в Кадиане. Колледж был итогом вдохновения основателя Ахмадийского движения в исламе Мирзы Гулама Ахмада. 14 августа 1947 года, после обретения независимости и создания двух суверенных государств Индии и Пакистана, большинство преподавателей и студентов этого учебного заведения эмигрировали из Кадиана, Индия в Пакистан. Некоторое время школа и колледж «Таалимуль Ислам» находился в Лахоре, и затем был переведён в Рабву, Пакистан. Эти учреждения были национализированы при правительстве Зульфикара Али Бхутто, как часть его программы национализации. Ассоциация колледжа активно публикует журнал «Аль Манар».

### Колледж и школа «Джамийя Нусрат Гёрлз»
Это колледж и школа для девушек, которые были основаны Ахмадийским сообществом. Позднее они тоже были национализированы.

### Академия «Нусрат Джан» и «Интер колледж»
Академия «Нусрат Джан» была основана в 1987 году, как частная английская медиум школа Ахмадийской мусульманской общины, это образцовое учебное заведение города. В настоящее время оно имеет 3 кампуса. Кампус для младших классов. Кампус для средних и старших классов с английским языком обучения. Кампус с обучением на языке урду средних и старших классов, а также кампус «Интер колледжа». Предполагается расширение Академии «Нусрат Джахан» и колледжа для девушек до уровня института, который разместится в отдельном кампусе. Первоначальный план заключается в создании 4 отделов науки и общий блок, состоящий из 3 этажей. В колледж ежегодно смогут приниматься 1500 девушек. Предполагается, что здание будет охватывать площадь 31 500 м². Сметная стоимость 70 миллион рупий. С 2011 года все частные школы в Рабве, опекавшиеся со стороны учреждения «Назарат Таалим Садр Анджуман Aхмадийя», стали опекаться со стороны попечительского совета Университета Ага Хана. С тех пор качество образования мусульман — ахмади в Рабве возросло до очень высокого уровня.

### Другие частные ВУЗы
- Школы, находящиеся под попечительством учреждения «Назарат Таалим»:
  - «Байтуль Хамд», начальная школа
  - «Буютул Хамд», средняя школа для девочек
  - «Марьям», средняя школа для девочек
  - «Марьям Сиддика», средняя школа для девочек
  - «Тахир», начальная школа
  - «Насир Хай Скул»
- Школы с самостоятельным направлением:
  - Ахмадийская общественная начальная школа
  - «Небесный дом», общественная школа
  - «Ахмад», общественная школа
  - «Аль Садик», современная государственная школа
  - «Полумесяц» высшая школа грамматики
  - Звёздная академия[26]
  - Академия «Нади»

### Ахмадийский университет «Джамийя Ахмадийя»

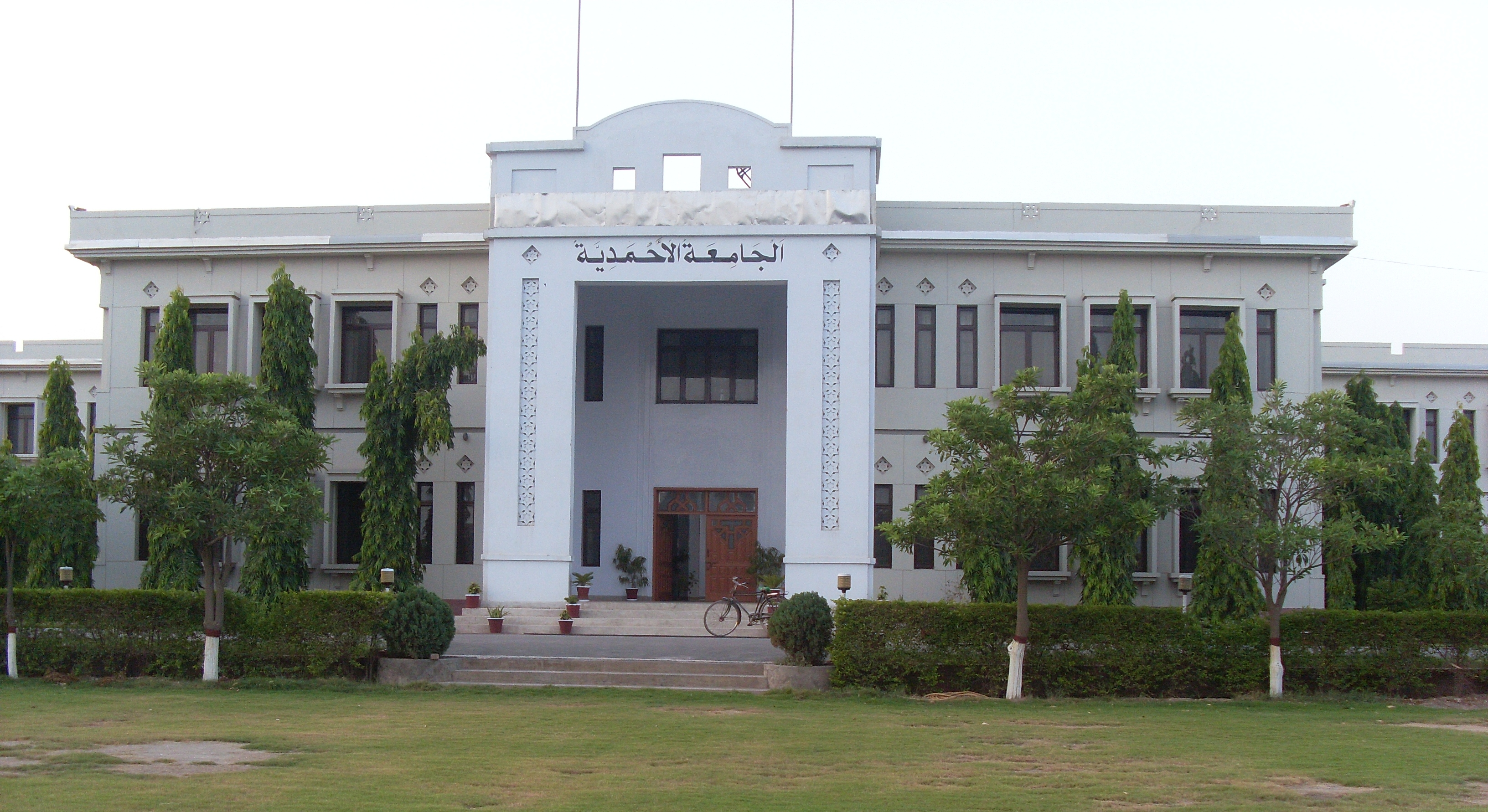
Ахмадийский университет «Джамийя Ахмадийя»

«Джамийя Ахмадийя» — это международная исламская духовная семинария и учебно-научный институт с филиалами по всему миру. Его Пакистанский центр расположен в Рабве. Выпускники этой семилетней духовной семинарии, получают степень магистра теологии. Университет состоит из двух кампусов, кампуса для младших курсов и кампуса для старших курсов, которые расположены в Рабве вдоль здания автодорожного техникума.

### Медресе «Хифз Куран»
Оно состоит из двух кампусов, один для мальчиков и другой для девочек. Это духовное учебное заведение, которое обучает технике заучивания Корана наизусть. Заинтересованные учащиеся могут учиться в этом учебном заведении после завершения начального образования. После завершения 3-годичного обучения они могут продолжить своё образование в восьмом классе.

### «Даруль Сана» профессионально-технический институт
Институт профессионального образования для обучения различным техническим специальностям.

## Здравоохранение
- «Фазле Умар», больничный комплекс

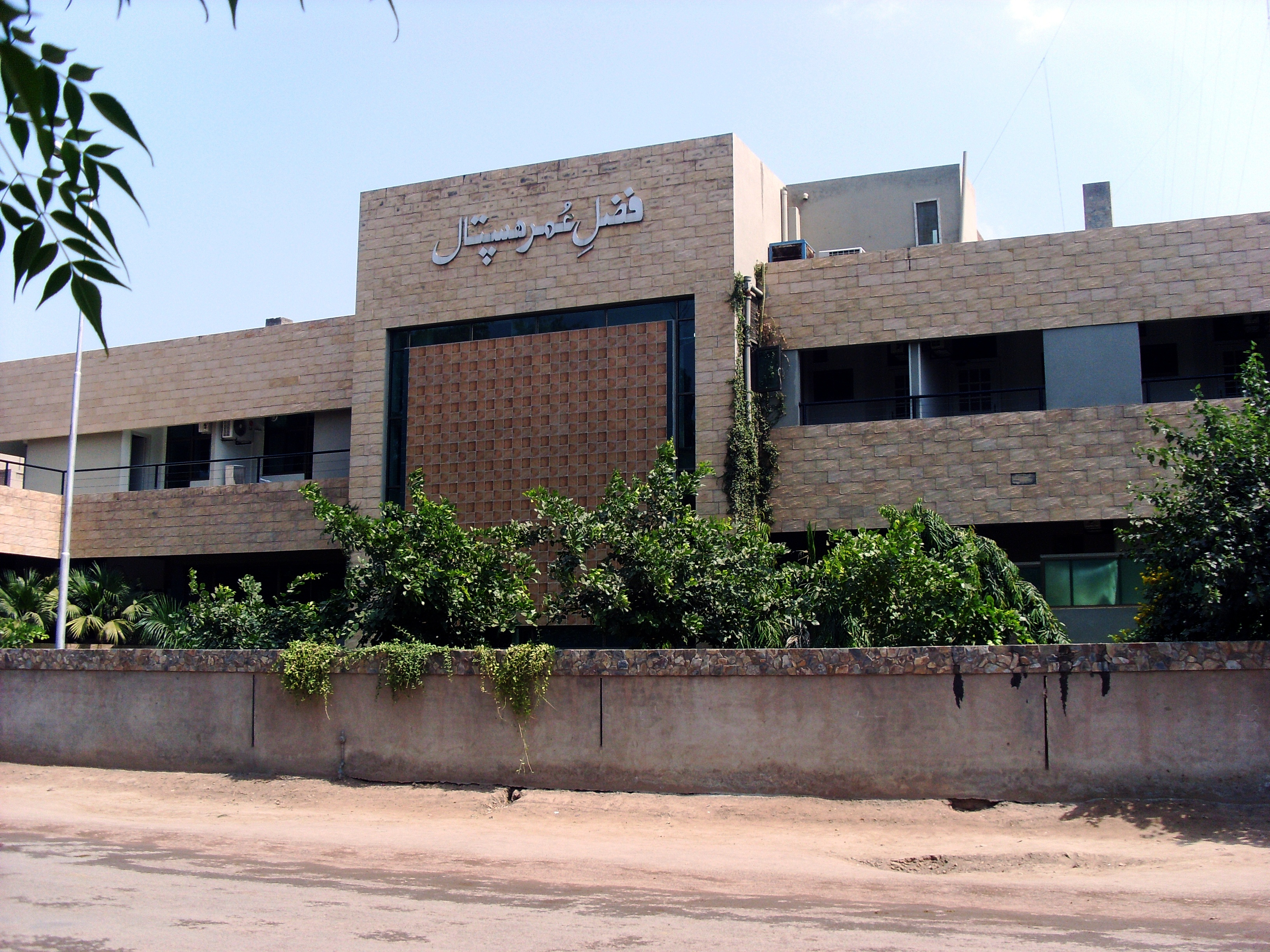
«Фазле Умар», больница

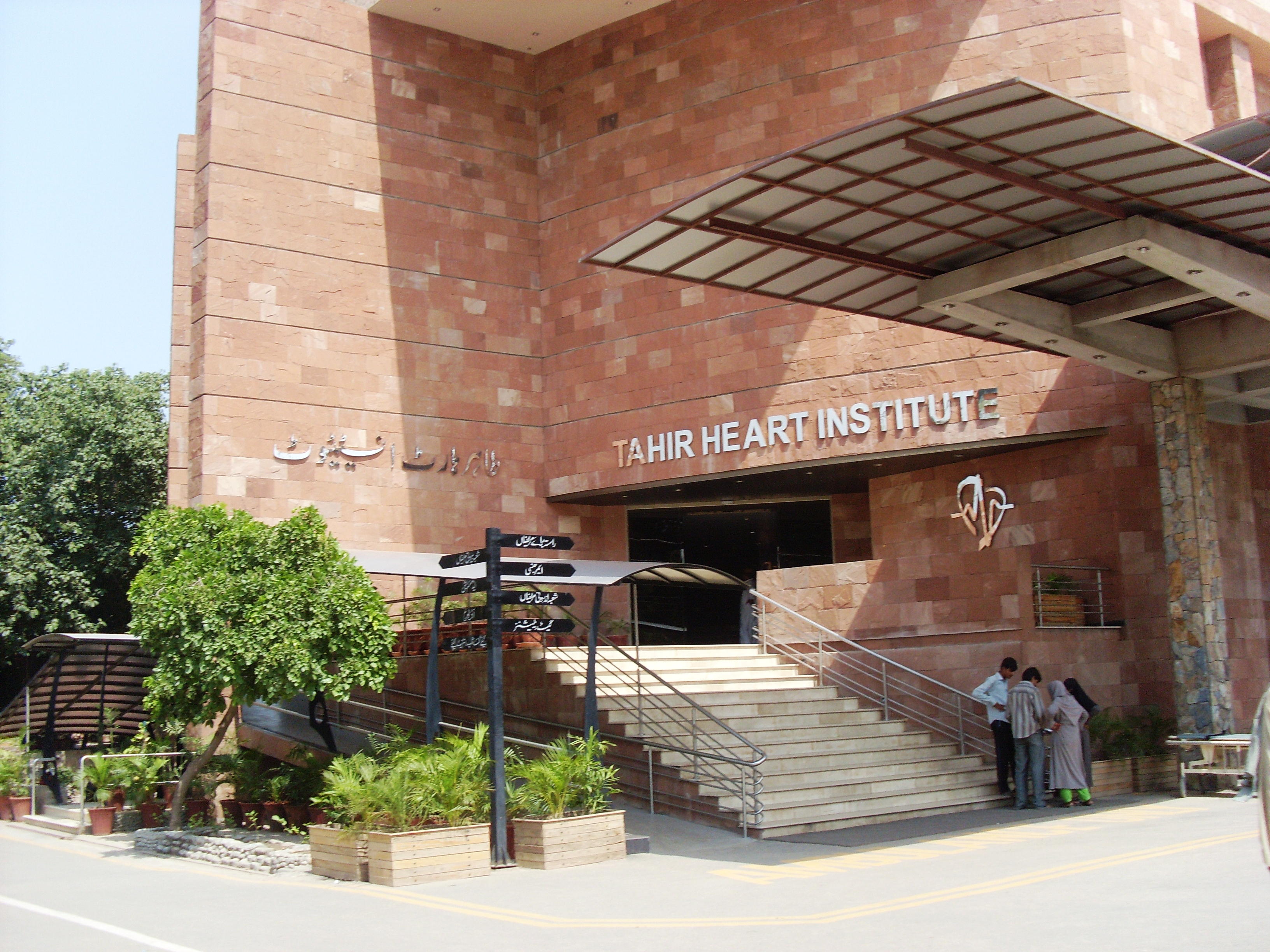
«Тахир», кардиологический институт

Больничный комплекс «Фазле Умар» является основной частной больницей города и обслуживает большинство населения. Он находится в ведении Ахмадийского сообщества. Основанный в 1958 году, он стал одним из лучших медицинских учреждений в регионе. Он обеспечивает больничные услуги не только местного населения, но и пациентов из городов и селений дальнего зарубежья. Это комплекс, с крытой площадью 115000 квадратных метров, на 150 коек, с высоко, квалифицированным медицинским персоналом. Больничный комплекс «Фазле Умар» призван обеспечить своих пациентов, современной медицинской помощью. В этом больничном комплексе функционируют отделения терапии, хирургии и педиатрии. В прошлом году более 140 000 пациентов получили медицинскую помощь.

### «Бегам Бани Зубайда», центр акушерства и гинекологии
Этот трёхэтажный современный объект был открыт для обеспечения широкого спектра медицинских и хирургических услуг для женщин. Центр «Бегам Бани Зубайда» также имеет отдельные корпуса для больных гепатитом.

### «Тахир», кардиологический институт
Шестиэтажное современное здание кардиологического института начала свою деятельность в 2007 году. Первый камень в основание его фундамента был заложен в 2003 году. Он был назван в честь четвёртого халифа Aхмадийской мусульманской общины, Хазрата Мирзы Тахира Ахмада. Это один из лучших кардиологических институтов в регионе. Здесь же проводятся операции на сердце детей и взрослых. Стоит упоминания и факт того, что это один из немногих кардиологических больничных учреждений в Пакистане, укомплектованный специализированными машинами скорой помощи для доставки пациентов с заболеваниями сердца, из отдалённых регионов страны. В начале 2012 года здесь также начал функционировать центр диализа. Здесь же находятся головные офисы Ахмадийской медицинской ассоциации Пакистана.

### Центр донорства крови и глаз
Это специализированный центр, который принимает глаза доноров по всей стране. В этом же комплексе расположен центр донорства крови, и патологическая лаборатория. Центр носит название «Нуруль айн дайра хидматэ инсанийя».

### «Тахир», научно-исследовательский институт обучения гомеопатии
Гомеопатические клиники и научно-исследовательский институт «Тахир» функционируют круглый год и на бесплатной основе. В прошлом году они обеспечили бесплатными лекарствами 44 000 пациентов. Институт планирует открыть новые клиники в других странах, также планируется подключить все гомеопатические клиники, работающие в других странах к системе электронной почты. Для облегчения последующей деятельности записи пациентов и диагностика ведутся на компьютерах.

### Другие больницы
В Рабве также функционируют несколько других небольших частных больниц. Они также восполняют потребности граждан региона.

## СМИ
Ежедневная газета «Aль Фазл» издаётся в типографии «Зяуль Ислам», которая находится в Рабве. Газета является одной из старейших газет Пакистана. Она начала публиковаться в качестве еженедельника в Кадиане в 1913 году. После раздела Индии она стала издаваться в Пакистане. Газета «Аль Фазл» является официальным органом Ахмадийской мусульманской общины. Она содержит новости и статьи, связанные с Ахмадийским сообществом и его вероисповеданием, наряду с общими национальными и международными новостями. Постановление № XX обнародованное в 1984 году военным диктатором генералом Мухаммадом Зия-уль-Хаком, запретило газете использовать исламскую терминологию, например, такую, как мусульмане, ислам, шахид, и т. д. Редакторы должны обнаружить и удалить все такие слова перед публикацией ежедневного выпуска.
«Рабва Тайм» — это новостной блок, который начал функционировать в 2008 г. Он имеет свои офисы, расположенные в Рабве. Сайт записывает случаи дискриминации и преследования мусульман — ахмади.

### Другие СМИ
В Рабве издаются многие ежемесячные журналы:
- «Mисбах» (журнал для женщин)
- «Tашхизуль Aхзан» (издание для детей)
- «Халид» (включает в себя статьи, написанные молодёжью для молодёжи)
- «Ансаруллах» (издание для пожилых людей)

## Известные жители Рабвы
- Мирза Башируддин Махмуд Ахмад, основатель города и старший сын Мирзы Гулама Ахмада, II Халиф Aхмадийской мусульманской общины.
- Мирза Насир Ахмад, III Халиф Ахмадийской мусульманской общины
- Мирза Тахир Ахмад, IV Халиф Ахмадийской мусульманской общины.
- Мирза Масрур Ахмад, V Халиф Ахмадийской мусульманской общины. Её нынешний глава.